# Echeandia flexuosa
Echeandia flexuosa är en sparrisväxtart som beskrevs av Jesse More Greenman. Echeandia flexuosa ingår i släktet Echeandia och familjen sparrisväxter. Inga underarter finns listade i Catalogue of Life.